# Ilattia modesta
Ilattia modesta là một loài bướm đêm trong họ Noctuidae.